# Marianne Høst
Marianne Høst (Marianne Mathea Høst, født 3. juni 1865 i Thisted, død 14. november 1943 ved Saunte) var en dansk porcelænsmaler, tegner og maler.
Begravet på Vestre Kirkegård, København

## Biografi
Marianne Høst er i dag antagelig bedst kendt for sine unikaværker, herunder dekorerede vaser, som hun udførte i sin mangeårige ansættelse på Den Kongelige Porcelainsfabrik. Her blev hun én af Arnold Krogs tidligste medarbejdere ved underglasurmaleriet. I 1897 blev hun valgt til at tegne en porcelænsplatte, der skulle sælges til fordel for en kommende Kvindernes Bygning i København. Platten blev udført i 1200 eksemplarer og var udsolgt ved årets udgang.
Hun arbejdede livet igennem med oliemaleri, med motiver som landskaber, prospekter og interiører. Desuden har hun udført tegninger til gobeliner, som for eksempel Hvid Paafugl, 1905, som blev vævet af Dagmar Olrik, og tegninger som forlæg til broderier. Hun udførte tegninger og vignetter til bøger og tegnede bogbind, herunder P. Fr. Rist: Pagebreve, 1898 og P. Mariager: Antikke Fortællinger, 1909.
I 1920 deltog hun i Kvindelige Kunstneres Retrospektive Udstilling i Den Frie Udstillings Bygning med seks katalognumre, herunder nr. 287 Brændesamlerske, oliemaleri, og nr. 288 Hvid Paafugl, udført i Gobelin af Dagmar Olrik. Desuden viste hun nr. 290 Vase med høstende Kvinder i porcelæn samt eksempler på bogbind, illustrationer og vignetter.

| - Værker af Marianne Høst - Kystparti med talrige skibe, 1899 - En Krog i Sønderho paa Fanø, 1901 - Fra en markedsplads i Rom, 1903 - En bondepige bærer to spande vand, uklar datering |

### Uddannelse
- 1883 Tegne- og Kunstindustriskolen for kvinder
- Marie Luplau og Emilie Mundts Tegne- og Maleskole
- Fra 1885 på Den Kongelige Porcelainsfabrik
- 1890-1893 Kunstakademiet hos professor Viggo Johansen

### Rejser og udlandsophold
- 1904 Spanien
- Tyskland (Meissen)
- Formentlig 1908-1910 Norditalien

### Stillinger og hverv
- 1885-1904 Maler ved Den Kongelige Porcelainsfabrik
- Omkring 1909 Porcelænsfabrikken i Meissen

### Stipendier og udmærkelser
- 1904 Akademiet

## Udstillinger
- 1900 Landsudstillingen, Århus
- 1901 Gæst på Den Frie Udstilling [5]

- 1903-1918 Charlottenborgs Forårsudstilling
- 1904-1905 og 1911-1915 Kunstnernes Efterårsudstilling
- 1910 Dänische Ausstellung, Kunstgewerbemuseum Berlin
- 1920 Kvindelige Kunstneres Retrospektive Udstilling, København 1920

## Værker i offentlig eje
Repræsenteret på Designmuseum Danmark